# هيريتوفو راكوتومانغا
هيريتوفو راكوتومانغا (مواليد 5 أغسطس 1963) هو ملاكم مدغشقري، مثّل بلاده في الألعاب الأولمبية الصيفية 1992.

## روابط خارجية
هيريتوفو راكوتومانغا على موقع أوليمبيديا (الإنجليزية)